# Ohtakiana kakidaensis
Ohtakiana kakidaensis (лат.) — вид кольчатых червей, единственный в составе рода Ohtakiana, семейства Ohtakianidae и отряда Ohtakianida (Annelida: Clitellata).

## Этимология
Род Ohtakiana назван в честь профессора Акифуми Охтака (Akifumi Ohtaka), в знак признательности за его большой вклад в изучение японских малощетинковых червей олигохет и бранхиобделлид. Видовое название O. kakidaensis происходит от названия места нахождения (река Kakida).

## Распространение
Япония, префектура Сидзуока, Kakida River.

## Описание
Мелкие кольчатые черви, длина тела около 4 см, диаметр 1,1—1,5 мм, в теле 94—105 сегментов. Хеты расположены по четыре пары на сегмент, простоконечные, сигмовидные, узловатые, дорсальные пары немного меньше вентральных. Глотка открытая, с крупными глоточными железами; кишечник с хлорагогенным слоем. Нефридиальные протоки простые, трубчатые. Дорсальные и вентральные кровеносные сосуды соединены длинными спайными сосудами. Крупные срединные железы в постклителларных сегментах. Клителлюм толщиной в одну клетку. Сперматеки 3 пары, поры переднелатеральные в VI—VIII сегментах. Две пары семенников в X—XI, две пары яичников в XII—XIII, яйца мезолецитальные. Гонодукты простые, плезиопоровые; мужские протоки трубчатые, с порами немного впереди вентральных хет; женские протоки в виде конических воронок, с порами впереди вентральных хет.

## Систематика
Вид и род Ohtakiana был впервые описан в 2024 году и выделены в отдельные семейство Ohtakianidae и отряд Ohtakianida. Морфология связывает Ohtakiana kakidaensis с родами, ранее относимыми к Haplotaxidae (s.l.) на основании их довольно простых мужских протоков, но не имеющих мускулистой глотки, непарных хэт и удлиненного тела Haplotaxis. В настоящее время семейство Ohtakianidae монотипично и морфологически отличается только признаками, перечисленными в диагнозе рода и описании вида. Морфологически оно напоминает представителей Pelodrilidae, в частности Hologynus, и для сравнения необходимо более детальное анатомическое исследование. На данный момент наилучшим отличительным признаком являются крупные срединные железы.